# ميسي (فلم 2014)
ميسي (بالإسبانية: Messi) هو فيلم وثائقي أنتج سنة 2014 وهو من إخراج الإسباني أليكس دي لا إغليسيا. الفيلم يبرز قصة صعود لاعب كرة القدم الأرجنتيني ليونيل ميسي. تم عرض الفيلم في 1 يناير 2015.

## الإنتاج
يركز الفيلم على حياة لاعب كرة القدم الأرجنتيني ليونيل ميسي، منذ أن كان في روساريو إلى أن أصبح واحداً من أعظم لاعبي كرة القدم في العالم ببرشلونة، ويظهر الفيلم خورخي فالدانو وهو يناقش مع نجم برشلونة السابق يوهان كرويف ومدرب منتخب الأرجنتين السابق سيزار لويس مينوتي حول خصال اللاعب ميسي. ذكر المخرج إيغلسا بأنه تأثر في صنع الفيلم بعمل أورسن ويلز في المواطن كين وكذلك وودي آلن في برودواي داني روز. وقد أنتج الفيلم من قِبل شركة «ميديابرو»، وتم توزيعه من قبل «فيلم فاكتوري».

## وصلات خارجية
مقالات تستعمل روابط فنية بلا صلة مع ويكي بيانات